# Рассохино (Омская область)
Рассохино — деревня в Нововаршавском районе Омской области России. Входит в состав Изумруднинского сельского поселения. Население 206 чел. (2010), 46 % (2002) из них — казахи .

## История
В соответствии с Законом Омской области от 30 июля 2004 года № 548-ОЗ «О границах и статусе муниципальных образований Омской области» деревня вошла в состав образованного муниципального образования «Изумруднинское сельское поселение».

## География
Рассохино находится в юго-восточной части региона, в пределах Ишимской равнины, являющейся частью Западно-Сибирской равнины, на р. Тугочайка.
Уличная сеть состоит из трёх географических объектов: ул. Береговая, ул. Центральная и ул. Школьная.
Абсолютная высота — 86 м над уровнем моря.

## Население
| 2010 |
| ---- |
| 206  |

Гендерный состав
По данным Всероссийской переписи населения 2010 года в гендерной структуре населения из 206 человек мужчин — 90, женщин — 116 (43,7	и 56,3 % соответственно).
Национальный состав
Согласно результатам переписи 2002 года, в национальной структуре населения казахи составляли 46 %, русские 40 % от общей численности населения в чел..

## Инфраструктура
Развитое сельское хозяйство. Личное подсобное хозяйство.

## Транспорт
Автодорога «Рассохино — Нетесово» (идентификационный номер 52 ОП МЗ Н-302) длиной 14,70 км..